# Прогресс МС-19
Прогресс МС-19 — космический транспортный грузовой корабль (ТГК) серии «Прогресс», запущенный 15 февраля 2022 года со стартового комплекса «Восток» космодрома Байконур по программе 80-й миссии снабжения Международной космической станции. Это был 172-й полет космического корабля «Прогресс».

## Полёт
15 февраля 2022 года грузовой корабль был пристыкован к зенитному порту модуля «Поиск» (MIM2). Он провёл в стыковке 251 день, во время работы экспедиции 66 и экспедиции 67 на борту МКС.
24 октября 2022 года корабль был отстыкован от МКС и отправился в свой последний полёт, чтобы сгореть в атмосфере Земли.

## Груз
Корабль доставил на станцию 2,6 тонн различных грузов.